# Marina Berlusconi
Marina Elvira Berlusconi (Milán, 10 de agosto de 1966) es una empresaria y directora empresarial italiana, hija mayor del empresario y político Silvio Berlusconi y de su primera esposa, Carla Elvira Lucia Dall´Oglio. Preside el conglomerado Fininvest y el grupo Mondadori, editorial líder de Italia.

## Biografía
Asistió al Liceo clásico Leone Dehon de Monza.  
Después de graduarse de la escuela secundaria en estudios clásicos, comenzó a asistir a la Facultad de Derecho y luego a la de Ciencias Políticas, las cuales abandonó en su primer año. Después de un aprendizaje, Marina trabajó en varios puestos en el negocio mediático en Italia. Se incorporó al directorio de Fininvest (holding de medios fundado por su padre) en 1994 junto a su hermano Pier Silvio Berlusconi.  
En 1995 participó en la inauguración del canal español Telecinco.  
En julio de 1996 fue nombrada vicepresidenta de Fininvest, cargo que mantuvo hasta 2005, cuando asumió la presidencia del holding. 
En 2003 sustituyó al difunto Leonardo Mondadori en la presidencia del grupo Mondadori. También es miembro del consejo de administración de Mediolanum, de Medusa Film, MFE-MediaForEurope (hasta 2021 conocida como Mediaset SpA), 21 Investimenti y desde el 1 de noviembre de 2008, de Mediobanca. 
En 2010 ocupó el puesto 48 en The World's 100 Most Powerful Women de Forbes, la única italiana en la lista (donde había estado desde 2004). Desde 2001, también ha sido incluida en la lista de las 50 mujeres más influyentes en la comunidad empresarial internacional por la revista Fortune. En 2013, 2016, y 2018 la revista estadounidense The Hollywood Reporter la incluyó en su lista de las 20 mujeres más influyentes en la industria de los medios televisivos.

## Vida personal
Tiene dos hijos, Gabriele, nacido en 2002, y Silvio, nacido en 2004, tenidos con su pareja, Maurizio Vanadia, antiguo bailarín del teatro La Scala, con quien se casó el 13 de diciembre de 2008.